# Prix Caecilia
Les prix Caecilia sont des récompenses décernées annuellement par l’Union de la presse musicale belge, l’association des critiques musicaux professionnels de Belgique, en collaboration avec Bozar Music aux meilleurs éditions musicales de l'année écoulée.
Parmi les prix Caecilia décernés :
– le prix René Snepvangers pour le meilleur enregistrement de musique belge.

## Lauréats

### 2001
- Bartok : Concerto pour alto, Kim Kashkashian.
- Bartok : Intégrale des Quatuors à cordes, Quatuor Hagen.
- Messagesquisse, Sur Incises et Anthèmes 2, Pierre Boulez.
- Guillaume Dufay : O gemma lux, Paul Van Nevel.
- Symphonies de Anton Eberl, Concerto Köln.
- intégrale de l'œuvre pour orgue de César Franck, Joris Verdin, Ricercar.
- Karl Amadeus Hartmann, Christoph Poppen, Münchener Kammerorchester.
- Haydn : Armida, Nikolaus Harnoncourt avec Cecilia Bartoli, Christoph Prégardien, Markus Schäfer.
- Reinhard Keiser : Croesus, René Jacobs.
- Sibelius : En saga, Légendes de Lemminkaïnen, Mikko Franck.

Prix complémentaires
- Philippe Boesmans : Wintermärchen, chœurs et orchestre de la Monnaie, Antonio Pappano.
- l'œuvre orchestrale de Delius, gravée avant la Seconde Guerre mondiale par Sir Thomas Beecham.

- Prix Snepvangers pour les œuvres de Benoît Mernier

### 2008
- Johannes Brahms : Liebeslieder-Walzer, Petersen, Doufexis, Güra, Jarnot. CD Harmonia Mundi
- Felix Mendelssohn, concerto pour violon, octet. Daniel Hope, Chamber orchestra of Europe, Thomas Hengelbrock. CD Deutsche Grammophon
- Heinrich Schütz, Opus ultimum, Collegium Vocale, Concerto Palatino, Philippe Herreweghe
- Karlheinz Stockhausen, Stimmung, Paul Hillier. CD Harmonia Mundi
- Maria, Cecilia Bartoli, CD Decca
- La Quinta Essentia, Huelgas Ensemble, Paul Van Nevel. CD Harmonia Mundi.
- également primés clef de Resmusica :
  - Terezin, Anne Sofie von Otter, CD Deutsche Grammophon
  - Dietrich Buxtehude : l’œuvre pour orgue, Bernard Foccroulle, 5 CD Ricercar
  - Dedicated to Christian Lindberg, Berio, Xenakis, Turnage. Christian Lindberg. CD Bis

- Prix René Snepvangers (meilleur enregistrement de musique belge) : André Laporte, œuvre symphonique et vocale. 5 CD Fuga Libera
- Prix Albert De Sutter (meilleur DVD) : Mozart, Le Nozze di Figaro, Nikolaus Harnoncourt, Claus Guth. 2 DVD Deutsche Grammophon.

### 2015
- Cantigas de Santa Maria, Hana Blazikova, Barbora Kabátkova, Margit Übellacker, Martin Novak (Phi)
- Roland de Lassus, Biographie musicale, Vol. V, Vox Luminis, Lionel Meunier (Musique en Wallonie)
- Richard Delalande, Leçons de Ténèbres, Ensemble Correspondances, Sophie Karthäuser, Sébastien Daucé (Harmonia Mundi)
- Robert Schumann, Concerto pour violon, Trio à clavier n°3, Freiburger Barockorchester, Isabelle Faust, Jean-Guihen Queyras, Alexander Melnikov (Harmonia Mundi)
- Haydn, Rossini, De Curtis, Foster, etc., Joyce & Tony at Wigmore Hall, Joyce Di Donato, Antonio Pappano (Erato)
- Bach, Imagine, Jean Rondeau, clavecin (Erato)
- Mozart, Die Entführung aus dem Serail, Robin Johannsen, Mari Eriksmoen, Maximilian Schmitt, Julian Prégardien, Dimitry Ivashchenko, Cornelius Obonya, Rias Kammerchor, Academie für alte Musik Berlin, René Jacobs (Harmonia Mundi)
- Lutoslawski, Piano Concerto, Symphony no. 2, Krystian Zimerman, Berliner Philharmoniker, Simon Rattle (DGG)
- Verdi, Aida, Anja Harteros, Jonas Kaufmann, Ekaterina Semenchuk, Ludovic Tézier, Erwin Schrott Coro e Orchestra dell’Accademia di Santa Cecilia Roma, Antonio Pappano (Warner Classics)
- Bach, Passions, Mark Padmore, Christian Gerhaher, Roderick Williams, Topi Lehtipuu, Camilla Tilling, Magdalena Kozena, Peter Sellars, Berliner Philharmoniker, Rundfunkchor, Simon Rattle (Berliner Philharmoniker Recordings) DVD

- Prix d’Honneur 2015 : Le musicologue belge Harry Halbreich
- Prix du Jeune Musicien de l’année 2015 : La soprano belge Jodie Devos
- Prix Snepvangers : Philippe Boesmans, Au Monde, Frode Olsen, Werner van Mechelen, Stéphane Degout, Patricia Petitbon, Orchestre Symphonique de la Monnaie, Patrick Davin (Cyprès)[1].